# Dawid Semjonowitsch Blok
Dawid Semjonowitsch Blok (russisch Давид Семёнович Блок, wiss. Transliteration David Semënovič Blok; geboren 11. Dezember 1888 in Taganrog; gestorben 4. Oktober 1948 in Moskau) war ein russisch-sowjetischer Dirigent und Komponist. Er war der Hauptdirigent des russischen Kinos, fast seit Beginn des Tonfilms. Er war Mitglied des Jüdischen antifaschistischen Komitees.

## Leben und Wirken
Blok studierte am Rostower Konservatorium (1913–1918). Er begann seine schöpferische Tätigkeit 1905 als Orchesterleiter. Während der Stummfilmzeit leitete er Orchester in großen Kinos und schrieb Stummfilmmusik (Мать Die Mutter, 1926, Пленники моря  Gefangene des Meeres, 1928 und andere). Ab 1930 trat er als Komponist und Dirigent von Tonfilmen auf. Er schrieb und bearbeitete Musik zu mehr als 200 Filmen. Er dirigierte die Uraufführung der 2. Orchestersuite aus Prokofjews Ballett Romeo und Julia. Blok war Organisator und Leiter des Staatlichen Orchesters des Ministeriums für Kinematographie der UdSSR. Zur Musik für den 19-minütigen Farbfilm Siegesparade (russisch Парад Победы, wiss. Transliteration Parad Pobedy) über die große Siegesparade am 24. Juni 1945 auf dem Roten Platz in Moskau schrieben D. S. Blok und S. Tschernezki das Arrangement. Blok erhielt verschiedene Ehrungen und Auszeichnungen. Er ist auf dem Friedhof Wostrjakowo begraben. Der Dirigent Vladimir Jurowski ist sein Urenkel. Seine Werke sind seit 2019 gemeinfrei.

## Werke
Filmkomponist:
- 1926: Мать
- 1928: Пленники моря
- 1936: Я вернусь
- 1937: Бесприданница
- 1939: Варя-капитан
- 1939: Воздушная почта
- 1939: Молодые капитаны
- 1940: Личное дело
- 1940: Яков Свердлов
- 1941: В тылу врага
- 1941: Гибель Орла
- 1941: Случай в вулкане
- 1945: Страна родная
- 1947: Рядовой Александр Матросов
- 1948: Днепрогэс
- 1948: Молодость нашей страны

Andere Filmrollen:
- 1944: Кащей Бессмертный – Dirigent